# Eteone balboensis
Eteone balboensis är en ringmaskart som beskrevs av Hartman 1936. Eteone balboensis ingår i släktet Eteone och familjen Phyllodocidae. Inga underarter finns listade i Catalogue of Life.